# Os Caçadores de Aventura
Os Caçadores De Aventura é um álbum de estúdio do grupo de música infantojuvenil brasileiro Os Abelhudos. O lançamento ocorreu em 1989. Trata-se do quarto e último álbum de estúdio lançado por eles e o único com a formação dos integrantes Rodrigo, Diego, Danielle e Rafael.
Esse seria o último álbum de estúdio a ser lançado pelo grupo. No ano seguinte uma coletânea reunindo sucessos de 1985 até 1989 foi lançada, mas sem menções e fotos dos cantores que integraram Os Abelhudos.

## Produção e gravação
Em 28 de abril de 1989, o colunista Dom Floriano, do jornal O Liberal, informou que os quatro cantores já estavam em estúdio finalizando as gravações do que séria o seu quarto álbum de canções inéditas. Informou que o projeto contou com a participação do tecladista Joe Peterson, que trabalhou com Billy Paul, e que a produção fora assinada por Renato Corrêa.

## Lançamento e divulgação
O lançamento do álbum ocorreu com uma apresentação no parque Playtoy, na Barra. O repertório traz mudanças substanciais em comparação aos trabalhos que o antecederam. As canções, em boa parte, tem um teor mais adolescente e apresentam bastante diversidade quanto ao conteúdo: há tanto canções de cunho social como "Ruas de Fogo"l, quanto faixas mais comerciais, como a baladinha "Tudo em Nome da Alegria". Ao mesmo tempo, têm-se o humor da divertidíssima "Tintim por Tintim", o ufanismo na patriótica "Verde Verdinho", e o heroísmo puro e simples em "Mandachuva"".
O primeiro single a ser lançado foi o da canção "Ao Mestre com Carinho" que atingiu boas posições nas rádios brasileiras. Trata-se de uma versão de "To Sir with Love", tema do filme de James Clavell de 1967, To Sir, with Love. A música foi originalmente interpretada pela cantora e atriz britânica Lulu e foi escrita por Don Black e Mark London. A canção alcançou o topo da Billboard Hot 100 e da Cash Box Top 100, e se tornou o single mais vendido de 1967 nos Estados Unidos.

## Recepção crítica
Em relação as resenhas da crítica especializada em música, Ron Filgueiras, do Jornal do Brasil, destacou os trabalhos de Corrêa e Rabello e afirmou que "descontados alguns equívocos de um disco que reúne compositores de estilos diversos, [o álbum] faz jus à proposta inicial [apresentar o crescimento do grupo como artistas]". O crítico do Diário do Pará o considerou "leve, alegre, mas sem exageros no "oba, oba"." Ele afirmou que o disco apresentava canções com teor político abordadas de forma inteligente, tais como: "Expedito e Gustavo" e, ao mesmo tempo, faixas radiofônicas, visando o teor mercadológico do material. No todo, achou que o trabalho ficou no meio termo: "Não tão medíocre quanto aos da Xuxa, mas não tão bom que ditasse novas regras ao mercado juvenil".

## Lista de faixas
Créditos adaptados do encarte do LP Os Caçadores De Aventura, de 1989.

### Lado A
| N.º | Título                                      | Compositor(es)                     | Duração |  |
| 1.  | "Ruas de Fogo"                              | Steinman, Vrs. Cláudio Rabello     | 4:36    |  |
| 2.  | "Tim Tim por Tim Tim"                       | Renato Corrêa, C. Rabello          | 3:44    |  |
| 3.  | "O Caçador de Aventura"                     | R. Corrêa, C. Rabello              | 4:19    |  |
| 4.  | "Contos de Escola"                          | F. Fonseca, J. Petterson, T. Gomes | 3:07    |  |
| 5.  | "Expedito E Gustavo (Os Meninos Do Brasil)" | R. Corrêa, C. Rabello              | 3:46    |  |

### Lado B
| N.º | Título                      | Compositor(es)                                  | Duração |  |
| 1.  | "Ao Mestre com Carinho"     | Don Black, Marc London, Vrs. Biafra, Costa Neto | 4:14    |  |
| 2.  | "Manda Chuva"               | C. Rabello, M. Azevedo, R. Terra                | 3:33    |  |
| 3.  | "Tudo em Nome da Alegria"   | R. Corrêa, C. Rabello                           | 3:41    |  |
| 4.  | "Pobre Menino Classe Média" | Jota Moraes                                     | 2:53    |  |
| 5.  | "Verde Verdinho"            | R. Corrêa, C. Rabello                           | 3:34    |  |